# الدوري المصري الممتاز 1949–50
الموسم الثاني من الدوري المصري الممتاز لكرة القدم، وانتهى بتتويج الأهلي بالبطولة للمرة الثانية.

## الأندية المشاركة
| م  | النادي           |
| -- | ---------------- |
| 1  | الأهلي           |
| 2  | الترسانة         |
| 3  | نادي فاروق       |
| 4  | الإسماعيلي       |
| 5  | الاتحاد السكندري |
| 6  | بور فؤاد         |
| 7  | المصري           |
| 8  | الأوليمبي        |
| 9  | السكة الحديد     |
| 10 | يونان الإسكندرية |

## مباراة اللقب
| الأهلي | 2–1 | الترسانة |
| ------ | --- | -------- |
|        |     |          |

| الأهلي | الترسانة |

| قواعد المباراة - 90 دقيقة. - 30 دقيقة كأشواط إضافية في حالة استمرار التعادل. - ركلات جزاء ترجيحية إذا استمر التعادل بعد الوقت الأصلي والأشواط الإضافية. |

## جدول الترتيب
| الترتيب | النادي           | ل  | ف  | ت | خ | له | عليه | ±   | ن  |
| ------- | ---------------- | -- | -- | - | - | -- | ---- | --- | -- |
| 1       | الأهلي (ب)       | 18 | 9  | 5 | 4 | 27 | 11   | 16  | 23 |
| 2       | الترسانة         | 18 | 10 | 3 | 5 | 30 | 22   | 8   | 23 |
| 3       | نادي فاروق       | 18 | 8  | 4 | 6 | 26 | 19   | 7   | 20 |
| 4       | الإسماعيلي       | 18 | 7  | 4 | 7 | 25 | 24   | 1   | 18 |
| 5       | الاتحاد السكندري | 18 | 7  | 4 | 7 | 19 | 20   | -1  | 18 |
| 6       | بور فؤاد         | 18 | 7  | 4 | 7 | 21 | 24   | -3  | 18 |
| 7       | المصري           | 18 | 6  | 4 | 8 | 22 | 24   | -2  | 16 |
| 8       | الأوليمبي        | 18 | 5  | 6 | 7 | 25 | 31   | -6  | 16 |
| 9       | السكة الحديد     | 18 | 4  | 6 | 8 | 18 | 25   | -7  | 14 |
| 10      | يونان الإسكندرية | 18 | 4  | 6 | 8 | 16 | 29   | -13 | 14 |

 (ب)= البطل، ل= لعب; ف = فوز; ت = تعادل; خ = خسارة; له = أهداف لصالحه; عليه = عليه من الأهداف; ± = فارق الأهداف; ن= نقاط
- لعبت مباراة لتحديد الفريق الفائز ببطولة الدوري العام بين الأهلي والترسانة وانتهت بفوز الأهلي 2-1.
- الفرق بالخط العريض لعبت دورة هبوط لتحديد الفريق الهابط.

المصدر: .

## دورة الهبوط
| يونان الإسكندرية | 0–3 | السكة الحديد |
| ---------------- | --- | ------------ |
|                  |     |              |

| السكة الحديد | 4–0 | يونان الإسكندرية |
| ------------ | --- | ---------------- |
|              |     |                  |

## الهدافون
| الترتيب | اللاعب       | الجنسية | النادي | الأهداف |
| ------- | ------------ | ------- | ------ | ------- |
| 1       | السيد الضظوي | مصر     | المصري | 13      |

## إحصائيات
- أقوى هجوم: الترسانة (30 هدف)
- أقوى دفاع: الأهلي (10 أهداف)
- أضعف هجوم: يونان الإسكندرية (16 هدف)
- أضعف دفاع: يونان الإسكندرية (29 هدف)

## روابط خارجية
- صفحة الموسم على RSSSF
- صفحة الموسم على سوبر كورة.كوم
- صفحة الموسم على شبكة كرة القدم المصرية

| سبقه 1948–49 | الدوري المصري الممتاز 1949–50 | تبعه 1950–51 |